# مصفوف الهوائيات الصغير
مصفوف الهوائيات الصغير في الفلك (بالإنجليزية:Very Small Array) هو مصفوف يتكون من 14 وحدة لقياس التداخل
في نطاق الموجات الراديوية بين 26 جيجا هرتز و 36 جيجا هرتز بغرض دراسة إشعاع الخلفية الميكروني الكوني. اشترك في بناء وتشغيل المرصد الصغير جامعة كامبريدج وجامعة مانشستر ومعهد كاناريس للفيزياء الفلكية وهو يقع في تنيريفا على ارتفاع 2600 متر فوق سطح البحر.
ويعادل المصفوف في تجهيزاته عدة تجارب أخرى تقوم بقياس ودراسة إشعاع الخلفية الكونية، منها تجربة بوميرانج وتجربة ماكسيما وكذلك مصور الخلفية الكونية CBI.

## التصميم
يتكون المصفوف من 14 وحدة هوائيات تكون 91 خطا أرضيا، ويتكون كل هوائي من عاكس مخروطي يركز الأشارات الفلكية غلى مستقبلات منفردة مزودة بمضخم للإشارات، وهي تعمل في درجة حرارة منخفضة محيطة تصل إلى نحو 25 كلفن وتعمل الأجهزة عند درجة 12كلفن. اعتمادا على تصميم NRAO). يتم تجميع العناصر المنفصلة بواسطة باني علاقات لتشكيل فتحة مصطنعة
وترتبط الوحدات فيما بينها باستخدام مؤول إلكتروني يسمح بتجميع صورة مشتركة من إشارات ال 14 هوائي مشتركة.
وكل هوائي مثبت على منضدة قابلة للميل تعمل على مسح مستمر للسماء، ويمكن إمالتها إلى نحو 35 درجة بالنسبة للرأسي.
وقد استخدم المرصد في ثلاثة منظومات «متكتلة»، ""ممتدة«، وعظيمة الامتداد»، ويختلف كل منها بحسب المسافات المختارة بين الهوائيات المختلفة وبحسب حجم كل منها. ويعتبر تشكيل المنظومة الممتدة أكبر من المنظومة المتكتلة بنحو 25و2 مرة.
وبينما يحتوي المصفوف المتكتل على هوائيات يبلغ قطرها 14 سنتيمتر، فإن المنظومة الممتدة تحتوي على هوائيات يبلغ قطرها 32 سنتيمتر. وهذا معناه أن المكظومة المتكتلة تحتوي على فيض ابتدائي باتساع 5و4 درجة، وتبلغ دقة تباينها الزاوي 30 دقيقة قوسية. بينما تشكل المنظومة الممتدة فيضا ابتدائي باتساع 2 درجة. ودقة لتباين الزاوي تبلغ 12 دقيقة قوسية، وهي قادرة على قياس عدد من النقاط بين 800 و 1500.
ويعتبر منظومة المرصد الممتدة أكثر حساسية 5 مرات عن المنظومة المتكتلة.
وبالنسبة إلى منظومة المرصد العظيمة الامتداد ففي استطاعتها قياس نقاط تصل في عددها إلى 3000 . وتحتوي عل مرايات للهوائيات باتساع 55 سنتيمتر. كما تتميز بمضخم إلكتروني أشد كفاءة عن المضخمات الآخرى.
يعمل المرصد كجهاز لقياس التداخل، حيث يقيس طيف الطاقة الزاوي لإشعاع الخلفية الكونية، ولا يحتاج لرسم صور للسماء قبل ذلك.